# BRA (Automarke)

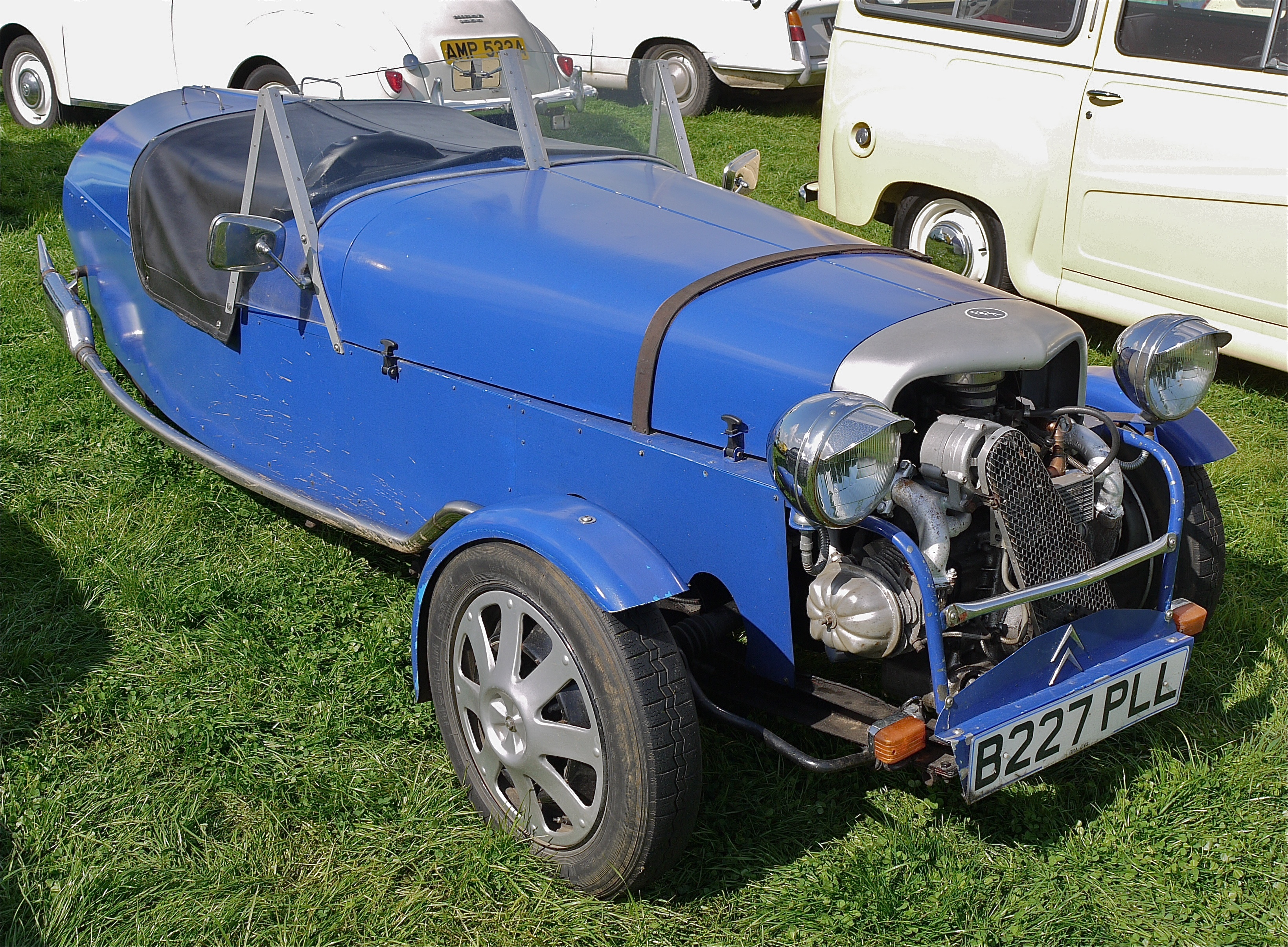
BRA CV 3 Dreirad mit Motor vom Citroën 2 CV

BRA ist eine britische Automarke.

## Markengeschichte
John Berry und Peter Ibbotson gründeten 1981 Beribo Replica Automobiles in Doncaster in der Grafschaft South Yorkshire. Sie begannen mit der Produktion von Automobilen und Kits. Der Markenname lautet BRA. 1993 endete die Produktion zunächst, als sich die beiden Gründer zurückzogen. Rodney Rushton aus Cheriton Bishop in Exeter, BRA Engineering aus Holywell in Flintshire, BRA Motor Works aus Flint in Flintshire, Leighton Cars aus Maidstone in Kent und aktuell Aero Cycle Cars aus Ditchling in East Sussex setzten die Produktion der verschiedenen Modelle unter Beibehaltung des Markennamens fort. Insgesamt entstanden bisher über 1000 Exemplare. Lediglich Tyler Industrial Mouldings aus Hoo St. Werburgh in Kent verwendete laut einer Quelle Tyler als Markennamen.

## Fahrzeuge
Nachstehend eine Übersicht über die Modelle, Zeiträume, ungefähre Produktionszahlen, Hersteller und Kurzbeschreibungen.
| Modell              | Zeitraum  | Stückzahl | Hersteller                                                                                                | Kurzbeschreibung | Foto |
| ------------------- | --------- | --------- | --- | --- | ---- |
| BRA 1800-V8 BRA 289 | 1981–2007 | 480       | - 1981–1995 Beribo Replica Automobiles - 1995–1998 Tyler Industrial Mouldings - 2005–2007 BRA Motor Works | Anfangs 1800-V8 und später 289 genannt, Nachbildung des AC Cobra. Mit Stahlrohrrahmen, anfangs mit Vierzylindermotor vom MG B. Ab 1982 war ein V8-Motor erhältlich. 1988 wurde das Fahrgestell überarbeitet. |      |
| BRA 427             | 1981–1982 | 12        | Beribo Replica Automobiles                                                                                | Dies war ebenfalls eine Nachbildung des AC Cobra, entworfen von Gerry Hawkridge. Ein deutsches Unternehmen übernahm das Projekt.                                                                             |      |
| BRA CV 3            | 1998–2009 | 460       | - 1998–2002 BRA Motor Works - 2002–2007 Leighton Cars - 2007–2009 Aero Cycle Cars                         | Dreirad mit einzelnem Hinterrad, Stahlrohrrahmen, Aluminiumkarosserie, Zweizylinder-Boxermotor vom Citroën 2 CV und Frontantrieb. Einfachere und billigere Version des BRA CX 3.                             |      |
| BRA CX 3 BRA MG 3   | 1990–     | 130       | - 1990–1996 Beribo Replica Automobiles - 1996–2002 BRA Motor Works - 2002– Aero Cycle Cars                | Dreirad mit einzelnem Hinterrad mit Motorradmotoren. |      |
| BRA J-Type          | 1984–2002 | 45        | - 1984–1992 Beribo Replica Automobiles - 1995–2002 Rodney Rushton                                         | Kleiner Roadster im Stile der 1930er Jahre mit einer Ähnlichkeit zum MG J-Type, mit mitlenkenden vorderen Kotflügeln.                                                                                        |      |
| BRA MR 3            | 1999–2000 | 2         | BRA (wohl BRA Motor Works)                                                                                | Dreirad mit einzelnem Hinterrad auf Basis Mini nach dem Entwurf Mini Plug von James Mather. |      |
| BRA P-Type          | 1985–2002 | 15        | - 1985–1992 Beribo Replica Automobiles - 1995–2002 Rodney Rushton                                         | Version des BRA J-Type mit lang auslaufenden vorderen Kotflügeln. |      |
| BRA Q 4 Challenger  | 2003      | 2         | BRA Motor Works                                                                                           | Offenes Mehrzweck-Spaßfahrzeug mit Teilen vom Mini und Mini Metro. |      |

Eine Nachbildung des Mini Moke mit einem Rohrrahmen, Stahlkarosserie und vielen Teilen vom Fiat Panda blieb ein Einzelstück.